# Ptolemaios X. Alexandr I.
Ptolemaios X. Alexandr I. Πτολεμαῖος Ἀλέξανδρος, Ptolemaĩos Alexandros byl faraon Egypta od 107–88 př. n. l. se spoluvládou se svou matkou Kleopatrou III. až do roku 101 př. n. l., a poté se svou ženou Berenikou III., dcerou svého bratra Ptolemaie IX.

## Historický vývoj

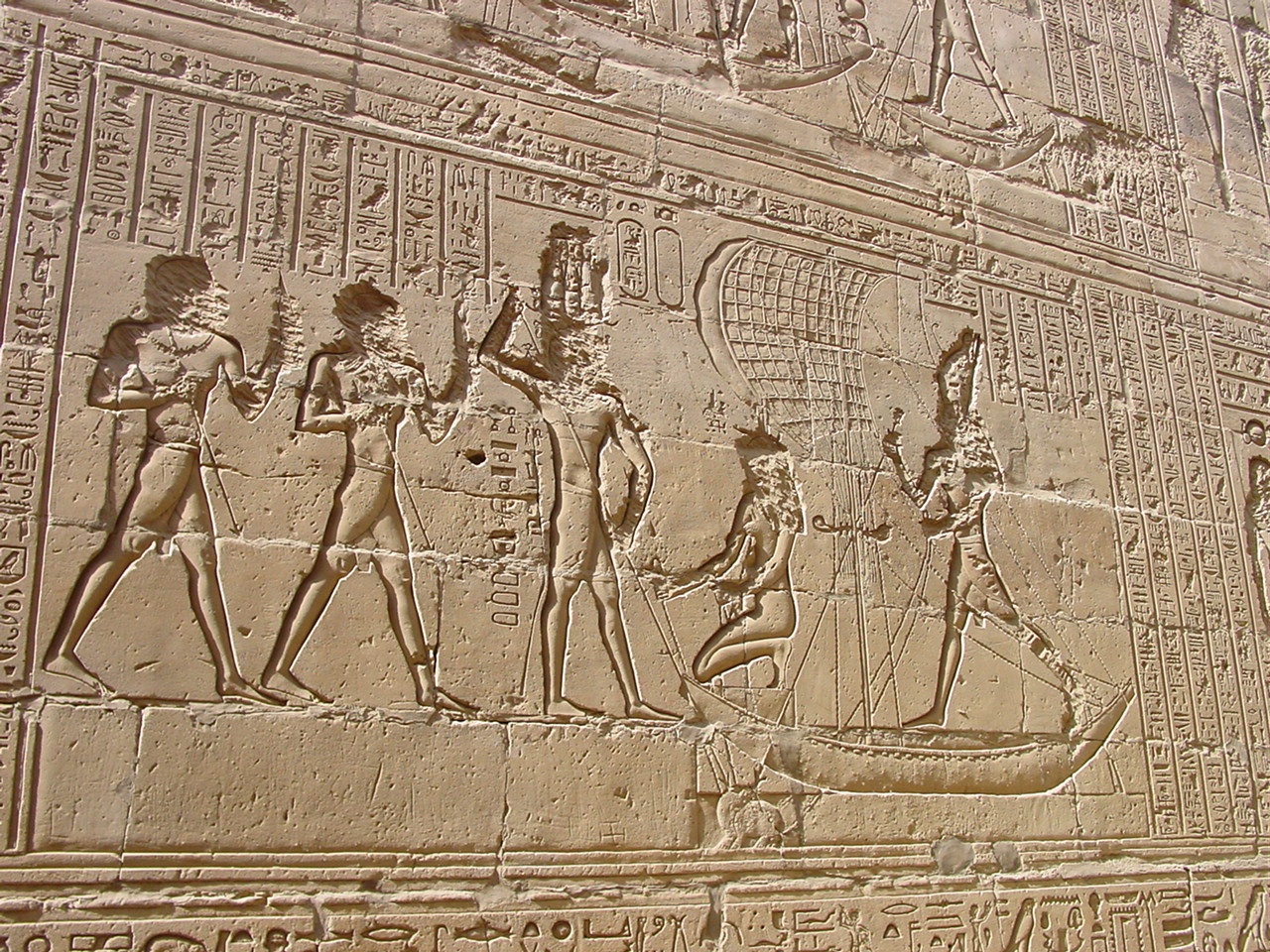
Ptolemaios X. Alexandr na sluneční bárce; reliéf v chrámu Edfu

S bratrem měl po celou dobu vládnutí rozepře v úsilí ovládnout Egypt. Po svém pobytu na Kypru ve funkci guvernéra, když se jeho matka dostala do sporu se synem Sotérem II., prosadila návrat Alexandra zpět do Egypta a ustanovila jej spoluvládcem. Střety s bratrem Sotérem II. v letech 103-102, ve kterých ho jeho matka podporovala, skončily v jeho prospěch. Historie tohoto období je značně nepřehledná, jak popisuje Bevan a data o získání trůnu Alexandrem a manželství s Berenikou III. prvně popisuje papyrus z 31. října 101 př. n. l., jak uvádí papyrusy z Tebtunis. 
V roce 91 př. n. l. vypuklo v Horním Egyptě povstání a rebelové ovládly Théby, navíc i s podporou místních kněží. Vládu nad Horním Egyptem pak získali vládci z Nubie a udržela ji až do římského období.
Ptolemaios X. se vrátil do delty Nilu, shromáždil několik námořních jednotek, které mu zůstaly věrné, a snažil se odplout do Syrie. Ale admirál Tyrros, příbuzný krále, zaútočil na Ptolemaia X. a v námořní bitvě, kterou Ptolemaios X. prohrál a s obtížemi unikl, uprchl se svou manželkou Kleopatrou Berenikou III. a jeho dcerou do Myry v Lýkii. Vládu Ptolemaie X. ukončili obyvatelé Alexandrie, kteří ho zapudili a na trůn povolali zpět Ptolemaie IX. Osmnáctiletá vláda Ptolemaie X. byla z historie vymazána a památky na něj připsány bratru Ptolemaiovi IX.
(Damnatio memoriae).

## Papyrusy z Tebtunis
Zcela jiný obraz na obecnou společnost za vlády Ptolemaiů, poskytly démoticky nebo řecky psané zlomky papyrusů z dřívějšího města a chrámu Tebtunis v oase Fajjúm, který v období vlády Ptolemaiů doznal značný rozkvět. Papyry byly nalezeny expedicí Kalifornské univerzity (v roce 1899) pod obalem mumie krokodýla, uctívaného v oáze jako obraz boha Sobka . Svitek papyrusu byl dobře zachovaný a značně rozsáhlý v délce ~ 3 m. Další podobné byly rovněž nalezeny pod ambaláží krokodýlích mumií v hrobce Ptolemáiovců, kteří krokodýlí kult v oáze uctívali. Krokodýli se hojně vyskytovali v bažinách a jezeře Birket Karún a byli součástí jejich běžného dne.
Obecná společnost vzdálená od hekticky žijícího paláce panovníka a pulsujícího života v Alexandrii, se řídila zaužívanými právními vztahy, které dokládají funkci správního aparátu, vybíraly se daně, uzavíraly se obchodní smlouvy, v občanském soužití se uzavírala manželství.
Systémy správy státu a hospodářství, zavedené již za vlády Ptolemaie I. Sótér a jeho dvou následníků, se ukázaly životaschopné a další generace a široké vrstvy obyvatel je ku svému prospěchu, v souladu s vírou v řád Maat, respektovaly.
 Soubor překladů zmíněných démoticky psaných papyrusů a ostrak, přeložených do řečtiny, které jsou datovány do období vlády Ptolemaie IX. a X., uvádí Grenfell  Některé charakteristické příklady:

### Papyrus č.104
Manželská smlouva
Manžel se zříká bigamie a jiné formy nevěry a je zakázáno přestěhovat se do domu, ke kterému jeho žena nemá právo, nebo ji ze zlá vůle nebo jiným způsobem odcizit její osobní vlastnictví bez ohledu k jejímu prospěchu. Ženě na druhé straně není dovoleno zůstávat mimo dům přes noc nebo den bez toho, že by o tom manžela informovala, nebo navazovat jiné vztahy, nebo obecně poškodit pověst domu.
Smlouva je potvrzena na zadní straně uvedena jména šesti svědků, dole jsou jména smluvních stran a je opatřena pečetěmi šesti svědků.
p.454 

### Papyrus č.105
Smlouva o pronájmu pozemku
Majitel pozemku (farmáře) Marona, syn Dionysise z Horionu, voják ve službě důstojníka Ptolemaeuse, původem Peršana, pronajímá mu pozemek na pět let.
Je též uvedeno potvrzení nájemce, že nájemníkovi pozemek pronajal. Na konci dokumentu je ustanovení, jak je smlouva registrována. Dokument byl sepsán profesionálním písařem (úředníkem) s odkazem na registraci dokumentu. Na zadní straně jsou uvedena jména šesti svědků a jejich pečetě. Velikost pozemku není uvedena, nicméně v dalších analogických smlouvách, mezi stejnými osobami (papyrus č. 106, 107) je vzájemný soulad.
p.449

### Papyrus č.109
Smlouva o prodeji pšenice
Smlouva, ve které Dionysius a jeho žena Athenais souhlasí s prodejem 3 artabee  pšenice za obvyklou cenu Peresuchovi a uvítali dojednanou cenu 2000 měděných drachem za každý artaba, což činí 1 talent měděních mincí. Obilí bylo doručeno do Pauni, šest měsíců po datu uzavření smlouvy. Jestliže nebude (Peresuch) schopen zaplatit, nebo nebudou naplněny smluvené dodávky … mohou byt na obě strany uvaleny exekuce na majetku…
Závěrečná ustanovení odpovídají již zmíněné smlouvě o pronájmu.
 p . 468

### Papyrus č.102
Daň z příjmu za práci.
 Ischyrion zdraví Melas(e) syna Pnepherose, jednoho člena ze sboru kněží v Tebtunis. Potvrzuji se, že jsi zaplatil daň z provedené práce ve 4. roce (a to) 8 drachem ve stříbře a 1200 drachem v mědi. Dáno 5. rok Thoth 30 (30. ledna). Zaplaceno Petesuchus(ovi).
Datováno do období vlády Ptolemaie XII. 
p . 445

## Epilog
Doba vlády Ptolemaie X. Alexandra I. byla provázena, jak již u jeho předchůdců bylo obvyklé, řadou sporů rozbrojů mezi členy rodu, často i brutálního odstranění soupeřů o moc. Nicméně život obecného lidu v Egyptě, na straně druhé, se řídil tradičními způsoby života, navazování vzájemných vztahů, obchodu včetně peněžního pevného systému, podle pravidel či zákonů v duchu tradic, které se po generace vytvářely. Pro Egypt bylo v popisované době důležité zdanění zemědělské výroby, prvek ptolemaiovského bohatství. Přidělování a využívání půdy bylo primární metodou stanovení rent pro byrokratickou, chrámovou a vojenskou hierarchii. Vztah panovníka ke správním obvodům a k místnímu obyvatelstvu je jedním z podstatných témat helénistických dějin, pro které ptolemaiovský Egypt poskytuje důležité důkazy. Studie organizace pozemkové držby proto ukazuje na povahu sociální moci ve státě a ekonomické struktuře režimu pozemkové držby. Dalším důležitým prvkem tohoto modelu je obecně přijímaný názor, že souběžně s narůstající slabostí vládců docházelo k erozi centrální kontroly nad půdou a růstu soukromého vlastnictví. Ptolemaiovské převzetí Egypta udrželo základní ekonomickou strukturu nedotčenou.

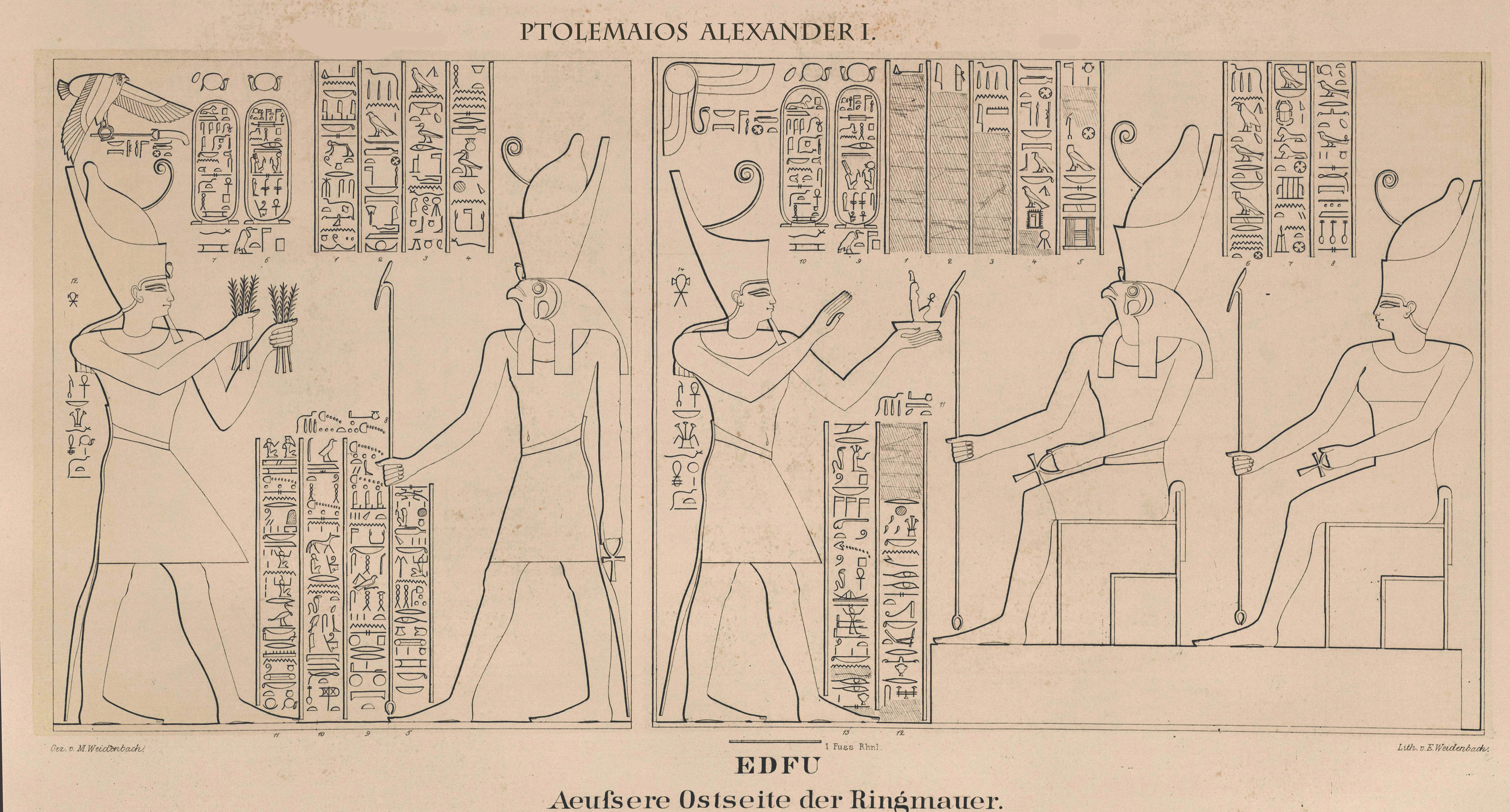
Prolemaios Alexansdr I. dáva dary bohu Horu a bohyni Amunet; reliéf v chrámu v Edfu